# ヴァーツラフ・ネリベル
ヴァーツラフ・ネリベル（Václav Nelhýbel, 1919年9月24日 – 1996年3月22日）は、チェコスロバキア出身の、アメリカ合衆国の作曲家。学生のための楽曲を多く作曲したことで知られる。

## 人物・来歴
ネリベルは、ポーランカ生まれ。プラハ大学、プラハ音楽学校で音楽を学ぶ。
1942年、スイスに移住、フライブルク大学で学び、1947年には教鞭をとる。
1957年、アメリカ合衆国に移住し、マサチューセッツ大学ローウェル校、スクラントン大学など、いくつかの学校で教鞭をとった。
曲の多くは、管楽器あるいは吹奏楽向けで、学生演奏者のためにかかれている。非機能的なモードや、汎全音階、及び機械的リズムを多用した。
管楽器・吹奏楽の作品のほかに、3つのバレエ、3つのオペラおよび交響曲を書いている。

## 主な作品

### 管弦楽
- 交響的練習曲（1949）
- ヴィオラ協奏曲（1962）
- ヒューストン協奏曲（1966）
- クラリネット協奏曲（1982）
- トロンボーン協奏曲（1984）
- コントラバス協奏曲（1988）
- 金管五重奏と管弦楽のためのディヴェルティメント
- バス・トロンボーン協奏曲

### 吹奏楽
- トリティコ（1963）
- シンフォニック・レクイエム（1964）
- プレリュードとフーガ（1965）
- 交響的断章（1965）
- アパッショナート（1966）
- フェスティーヴォ（1967）
- 二つの交響的断章（1969）
- ヤマハ・コンチェルト（1970）
- アンティフォナーレ～金管六重奏とバンドのための～（1971）
- コルシカ島の祈り（1971）
- アゴン（1983）
- 復活のシンフォニア（1983）
- 吹奏楽のための序曲（1983）
- 世の終わりへの行進（1992）

### 管打楽器アンサンブル
- コラールと舞曲（1963）